# Hilti

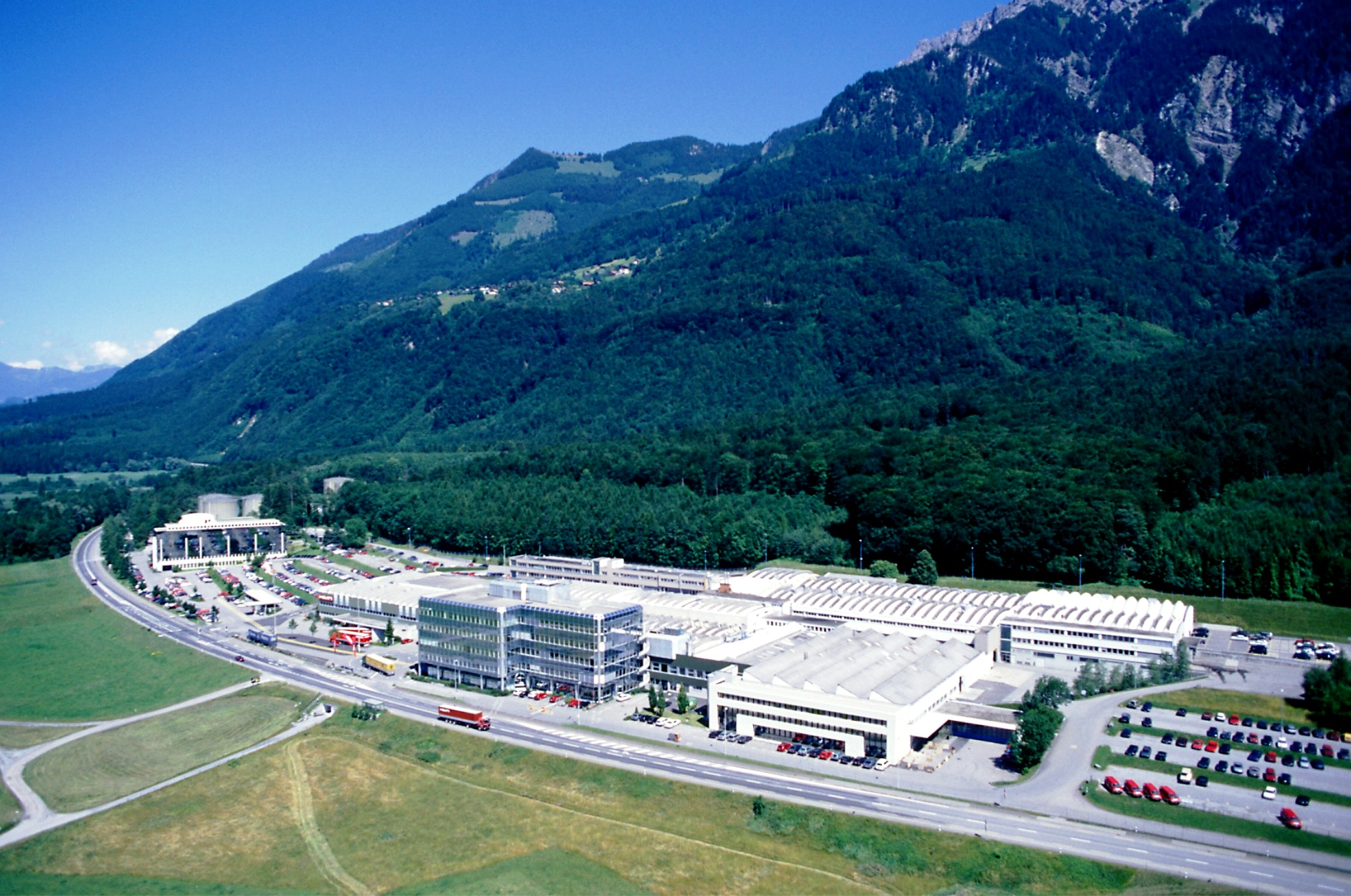
Hiltis högkvarter i Schaan i Liechtenstein

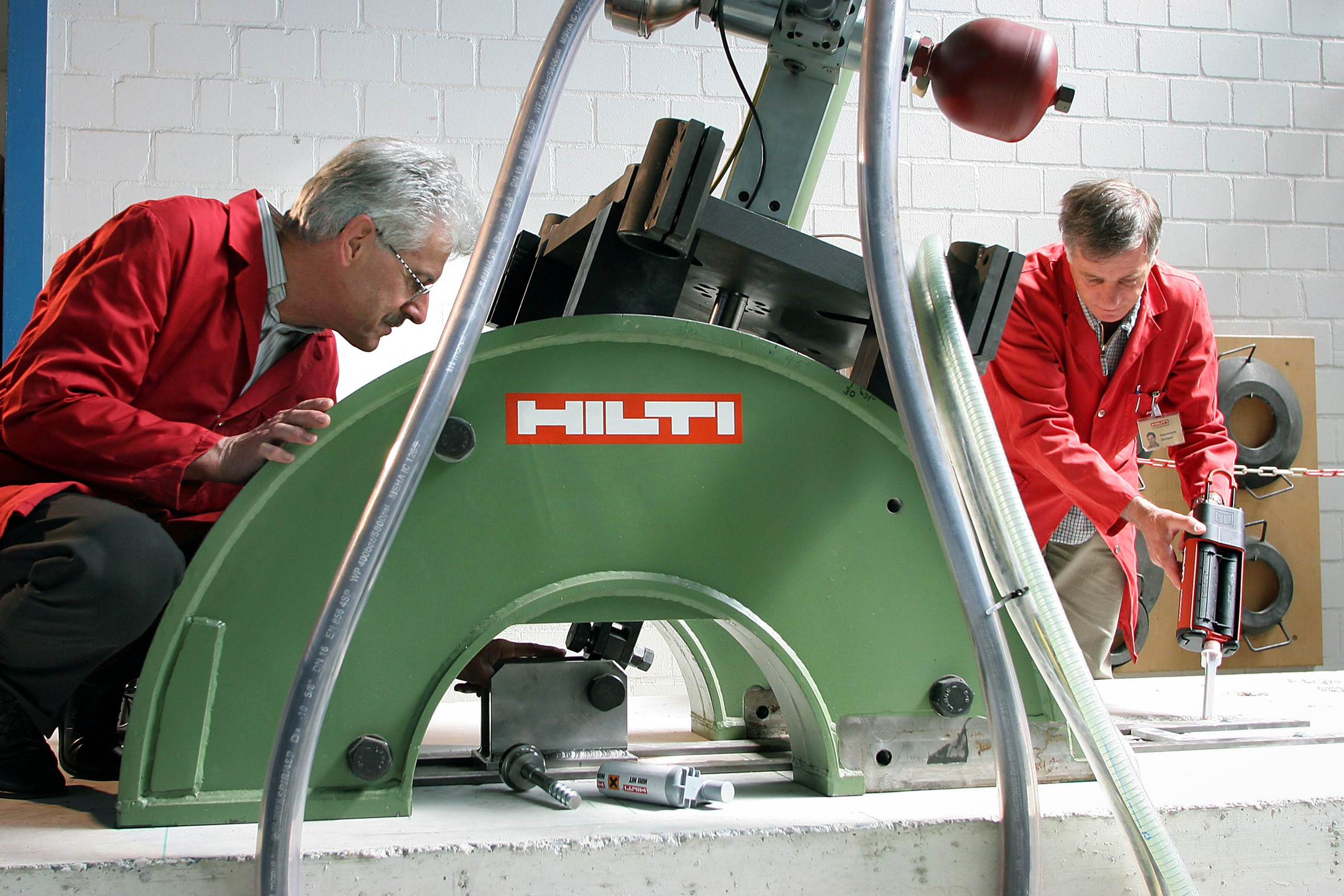

Hilti är ett liechtensteinskt byggteknikföretag, grundat 1941, som sysselsätter cirka 30 000 medarbetare i fler än 120 länder. Hilti är mest känt för sina borrmaskiner och borrhammare.
1941 öppnade Martin Hilti och hans bror Eugen en mekanisk verkstad med fem anställda i Schaan i Liechtenstein, där huvudkontoret fortfarande finns. 1980 överfördes familjen Hiltis aktier till en stiftelse, och sedan 2003 ägs alla A-aktier och cirka 99,5 % av B-aktierna av Martin Hiltis familjefond.
Hilti har cirka 1500 anställda i Schaan, och produktionsanläggningar och forskningsavdelningar i Europa, Asien och Amerika. Merparten av försäljningen går genom direktförsäljning till kunder i byggbranschen med hjälp av en direktsäljande teknisk säljkår.
Hiltis produktlinjer är:
- Lasermätteknik
- Borrning och mejsling
- Diamantteknik
- Brandskydd
- Fogskum
- Bultpistoler
- Expander och plugg
- Installationsteknik
- Skruvteknik
- Byggbeslag
- Professionella tjänster